# Salome vs. Shenandoah
Pour plus de détails, voir Fiche technique et Distribution.
Salome vs. Shenandoah est un court métrage américain muet en noir et blanc, réalisé par Ray Grey, Erle C. Kenton et Ray Hunt, sorti en 1919.

## Fiche technique

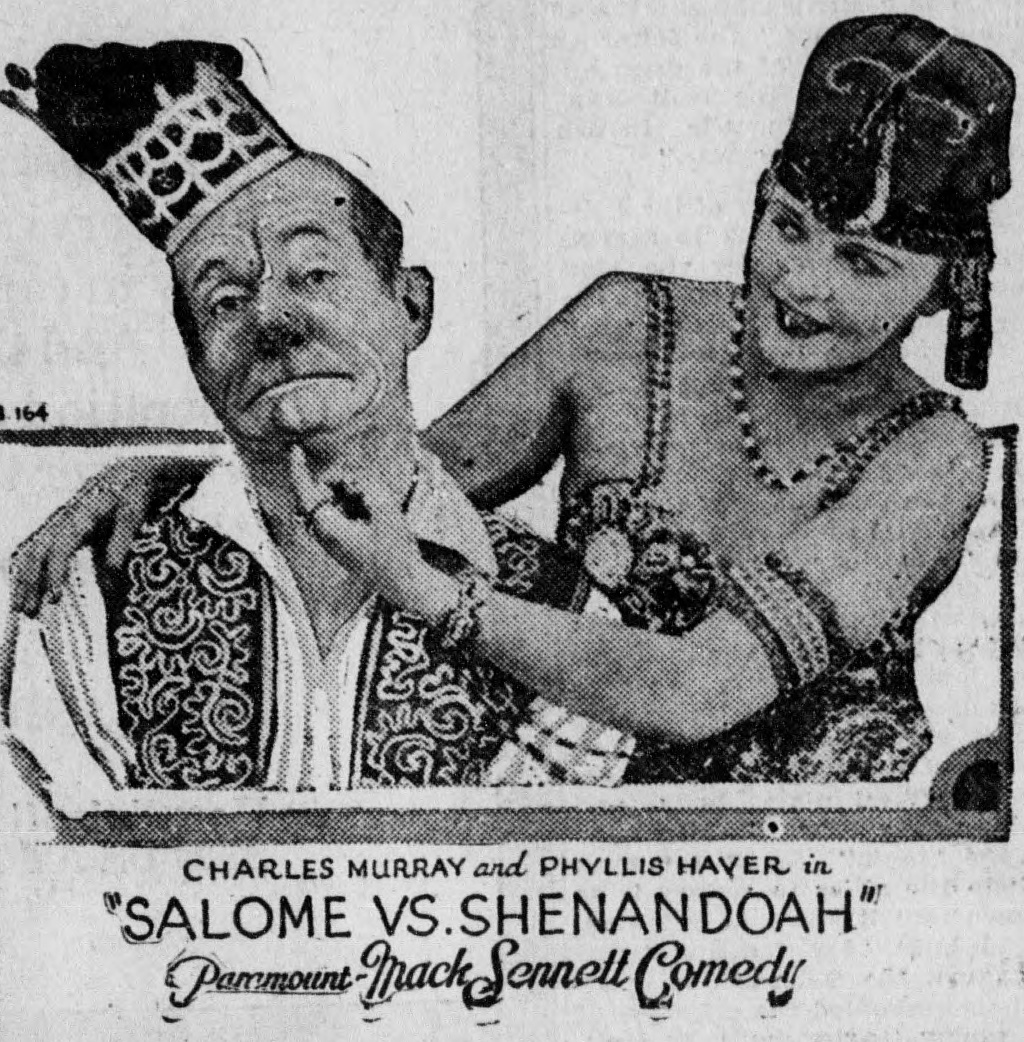
Annonce pour le film avec Phyllis Haver et Charles Murray.

- Réalisation : Ray Grey, Erle C. Kenton, et Ray Hunt
- Durée : 20 minutes (2 bobines[1])
- Production : Famous Players-Lasky, Mack Sennett Comedies
- Distribution : Paramount Pictures[2]
- Format : Court métrage en noir et blanc
- Son : Muet
- Genre : Comédie
- Date de sortie : 26 octobre 1919

## Distribution
- Ben Turpin : acteur New General

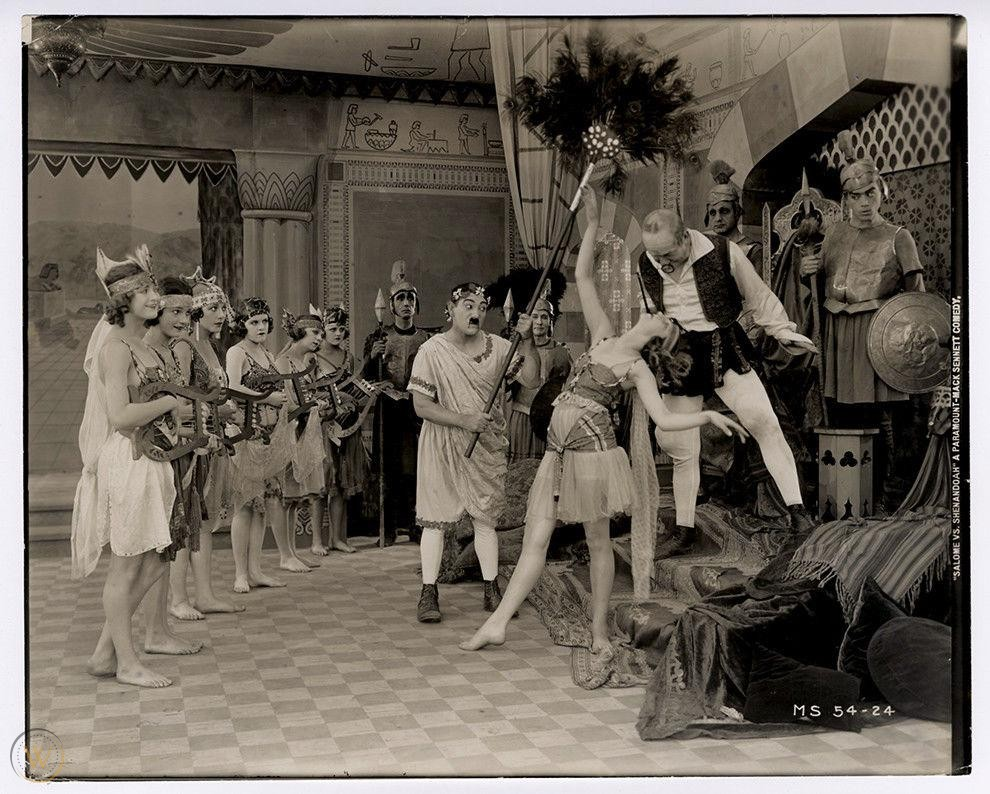
Heinie Conklin (au milieu avec l'éventail) dans le rôle d'un esclave romain dans Salome vs. Shenandoah. Phyllis Haver joue la danseuse Salomé, tandis que Charles Murray, incarne le Roi Hérode.

- Charles Murray : acteur Herod (credité Charlie Murray)
- Phyllis Haver : actrice Salomé
- Heinie Conklin : acteur Capitaine d'Artillerie / esclave romain (credité Charles Conklin)
- Marie Prevost : actrice ingénue
- Ford Sterling : père de l'actrice ingénue

non crédités au générique
- Billy Bevan
- Al Cooke
- Annette DeGandis
- Elva Diltz
- Louise Fazenda : rôle mineur
- Eddie Gribbon : spectateur/un soldat
- Harry Gribbon : spectateur
- George Jeske : acteur/soldat
- Patrick Kelly
- Alice Maison
- Kathryn McGuire
- Bert Roach : acteur/soldat
- Raymond Russell : spectateur
- Sybil Seely : rôle mineur
- Eva Thatcher : spectatrice
- Gladys Whitfield : rôle mineur

## Production
L'équipe de Sennet a utilisé l'effet comique du strabisme de Ben Turpin qui joue le rôle de Saint Jean Baptiste dont la tête est présentée sur un plateau à Salomé, tout en continuant de loucher